# Франсиско Васкез де Коронадо
Франсиско Васкез де Коронадо (око 1510 — 22. септембар 1554) је био шпански конкистадор, који је између 1540. и 1542. истраживао Нови Мексико и друге југозападне делове САД.

## Прича о златним градовима и Сиболи
Коронадо је био гувернер Нове Галиције. Најпре је послао фратра Маркоса де Низу и Нарваезову експедицију да истражују Нови Мексико. Маркос се вратио са вестима о богатом, златном граду Сиболи. Наводно су грађани Сиболе убили чланове експедиције, а фратар је са једног брда посматрао златни град. Коронадо и вицекраљ Антонио Мендоза уложили су велике суме новца да би формирали експедицију, која би тражила наводних седам златних градова. Коронадо је кренуо 1540. са експедицијом од 334 Шпанца, 1.300 мексичких Индијанаца, 4 фрањевца и нешто робља.

## Освајање Сиболе
Кренули су према Новом Мексику. Кад су дошли до задње шпанске насеобине упутили су извидницу да испита да ли је могуће успутно снабдевање великог броја људи и животиња. Извидница се вратила са негативним одговором, па је експедиција подељена у низ малих група, и одређено је време поласка сваке од група. Дуж пута створени су логори са војницима. Коронадо је повео прву групу, која је ишла брзим темпом, јер су у њој били коњаници. Пролазили су кроз Нови Мексико и дошли су до Сиболе, града који им је био циљ. Уследило је разочарење. Уместо златног града био је то само регионални комплекс пуебла од Зуни Индијанаца. Војници су убили фратра Маркоса, који их је преварио причом о златном граду, а Коронадо је био присиљен да део војника пошаље њиховим кућама.
Коронадо је пролазио кроз Аризону и од Малог Колорада је путовао док није стигао до реке Зуни. Ту је срео Индијанце Зуни. Чланови експедиције су били на ивици скапавања од глади, па су тражили да их пусте у једно насеље. Пошто их нису пустили у насеље, Шпанци су га силом заузели. У Хопи насељима Педро де Товар суочава се са истим проблемима, па исто тако заузима релативно сиромашно насеље. У томе подручју Шпанци сазнају за реку Колорадо.

## Истраживање реке Колорадо
Коронадо је на вест о реци Колорадо, послао извиђаче под водством Гарсије Лопеза Карденаса да нађу реку. Када су се вратили извиђачи, друга експедиција је код Хопи Индијанаца нашла извиђаче. Снабдели су се и кренули у истраживање. Нашли су реку Колорадо и Велики кањон и представљали су прве Европљане, који су видели Велики кањон. Нису успели да се спусте низ стрми кањон до реке.
Мелхиор Дијаз је био командант логора дуж главне линије снабдевања. Пошто Коронадо није успоставио контакт са Аларконовим бродовима за снабдевање из подручја Зуни, Дијаз је путовао северно да сазна шта се десило. Дошао је до ушћа реке Ђиле у Колорадо. Ту је од домородаца сазнао да је Аларкон кренуо узводно да потражи Коронадову експедицију.
Ернандо Алворадо је пронашао села око реке Рио Гранде. Ту су презимили крај данашњег Албукерка. Пошто је експедицији требало много хране долазе у сукоб са Индијанцима у том подручју. Сукоб се претвара у рат, у коме страдају индијанска села и стотине Индијанаца.

## Потрага за богатом Кивиром
Један Индијанац звани Турк је Коронаду испричао о Кивири, богатој земљи на северозападу. Прешли су Љано Естакадо и део Тексаса. Тада је Коронадо посумњао да га је Индијанац преварио, па то Турк плаћа животом. Други водичи га даље воде у потрази за Кивиром, све до Канзаса. Поново је уследило разочарење. Квивира Индијанци нису уопште били богати, а и злату није било ни трага. Коронадо се после тога враћа до близу данашњега Албукерка.

## Повратак
Током 1542. Коронадо је добио наређење да се врати у Мексико да би угушио Микстонску побуну. Када се вратио у Мексико побуна је већ била угушена. Експедиција се показала потпуно неуспешном. Коронадо је остао гувернер Нове Галиције све до 1544. Међутим банкротирао је због великих издатака око експедиције.